# Concubinato

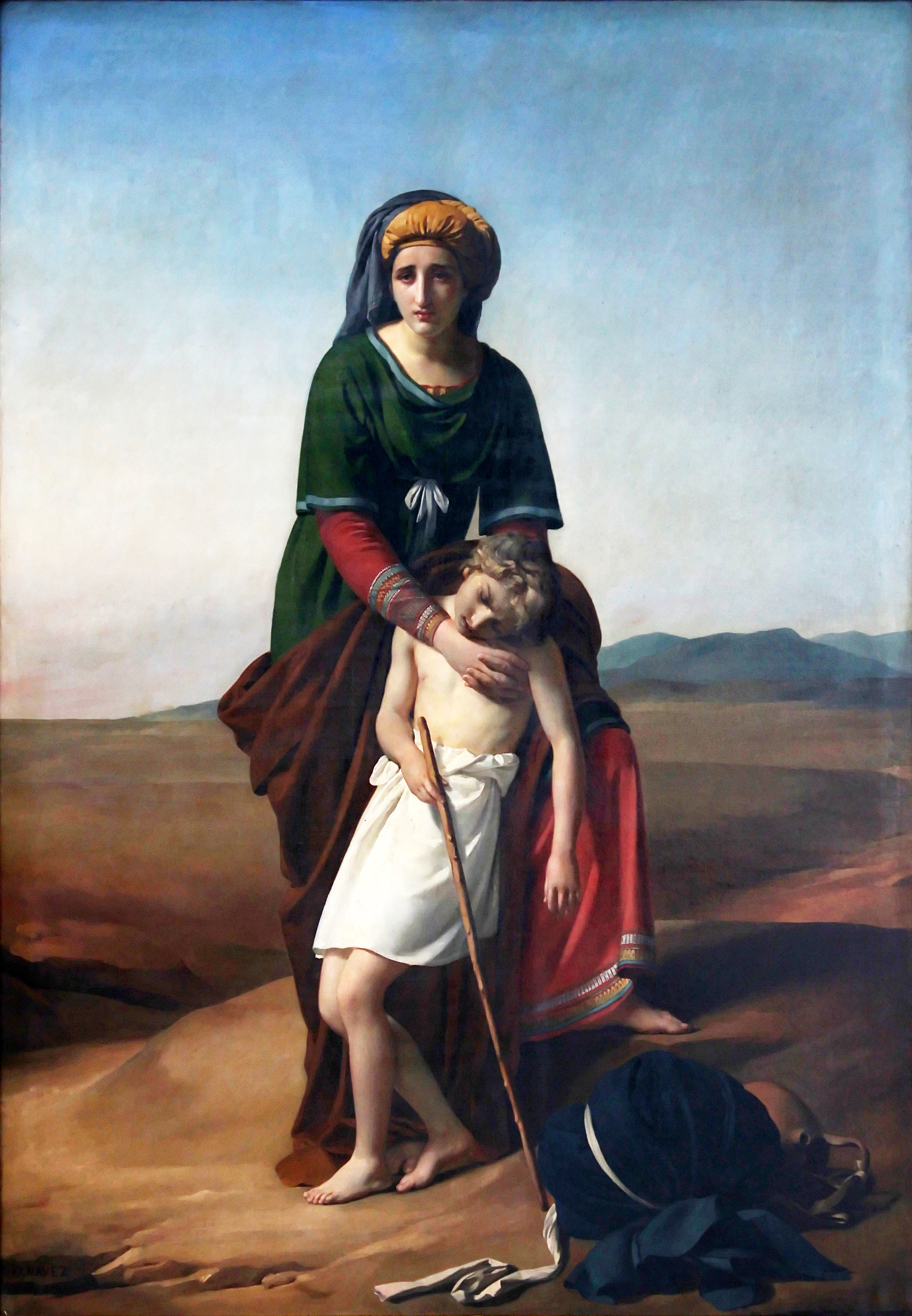
Hagar e Ismael no Deserto de François-Joseph Navez, 1820. Hagar era uma escrava e concubina de Abraão, que deu à luz seu filho Ismael.

O concubinato é uma relação interpessoal e sexual entre um homem e uma mulher em que o casal não quer ou não pode casar-se plenamente. O concubinato e o casamento são frequentemente considerados semelhantes, mas mutuamente exclusivos.
O concubinato foi uma prática formal e institucionalizada na China até o século XX que defendia os direitos e obrigações das concubinas. Uma concubina pode ser nascida livre ou de origem escrava, e sua experiência pode variar tremendamente de acordo com o capricho de seu mestre. Durante as conquistas mongóis, tanto a realeza estrangeira quanto as mulheres capturadas foram tomadas como concubinas. O concubinato também era comum no Japão Meiji como um símbolo de status, e na sociedade indiana, onde a mistura de diferentes grupos sociais e religiões era desaprovada e um tabu, e o concubinato podia ser praticado com mulheres com quem o casamento era considerado indesejável.
Muitas sociedades do Oriente Médio usaram o concubinato para reprodução. A prática de uma esposa estéril dar ao marido uma escrava como concubina está registrada no Código de Hamurabi e na Bíblia, onde Abraão toma Hagar como pilegesh. Os filhos de tais relacionamentos seriam considerados legítimos. Tal concubinato também era amplamente praticado no mundo muçulmano pré-moderno, e muitos dos governantes do califado abássida e do Império Otomano nasceram de tais relações. Em toda a África, do Egito à África do Sul, o concubinato de escravos resultou em populações racialmente misturadas. A prática diminuiu como resultado da abolição da escravatura.
Na Roma antiga, a prática foi formalizada como concubinatus, termo latino do qual deriva o inglês "concubina". Referia-se a qualquer relação sexual extraconjugal, na maioria das vezes aquela entre um homem rico ou politicamente poderoso e uma mulher de baixa origem social mantida para serviços sexuais. O estado civil do homem era irrelevante e os filhos da concubina não recebiam herança. Após a cristianização do Império Romano, os imperadores cristãos melhoraram o status da concubina, concedendo às concubinas e aos seus filhos os tipos de propriedade e direitos de herança normalmente reservados às esposas. Nas colônias europeias e nas plantações de escravos americanas, homens solteiros e casados mantinham relações sexuais de longo prazo com mulheres locais. Nas Índias Orientais Holandesas, o concubinato criou comunidades indo-europeias mestiças. No mundo judaico-cristão, o termo concubina tem sido aplicado quase exclusivamente às mulheres, embora um homem que coabita também possa ser chamado de concubina. No século 21, o concubinato é usado em alguns países ocidentais como um termo legal de gênero neutro para se referir à coabitação (incluindo a coabitação entre parceiros do mesmo sexo).

## Categorização
Os estudiosos fizeram tentativas de categorizar vários padrões de concubinato praticados no mundo.
A Enciclopédia Internacional de Antropologia apresenta quatro formas distintas de concubinato:
- Concubinato real, onde a política estava ligada à reprodução. As concubinas tornaram-se consortes do governante, promoveram relações diplomáticas e perpetuaram a linhagem real. As concubinas imperiais podiam ser selecionadas entre a população em geral ou entre prisioneiros de guerra. Exemplos disso incluíam a China imperial, o Império Otomano e o Sultanato de Kano.[21]
- Concubinato de elite, que oferecia aos homens a oportunidade de aumentar o status social e satisfazer desejos. A maioria desses homens já tinha esposa. Na Ásia Oriental esta prática foi justificada pelo confucionismo. No mundo muçulmano, este concubinato assemelhava-se à escravatura.[21]
- O concubinato poderia ser uma forma de união estável que permitia a um casal que não queria ou desejava se casar viver junto. Isso prevaleceu na Europa medieval e na Ásia colonial. Na Europa, algumas famílias desencorajavam o casamento dos filhos mais novos para evitar a divisão da riqueza familiar entre muitos herdeiros.[21]
- O concubinato também poderia funcionar como uma forma de escravização sexual das mulheres num sistema patriarcal. Nesses casos, os filhos da concubina poderiam tornar-se permanentemente inferiores aos filhos da esposa. Os exemplos incluem a Índia Mughal e a Coreia Choson.[21]

Junius P. Rodriguez apresenta três padrões culturais de concubinato: asiático, islâmico e europeu.

## Concubinato e escravidão
Em algum contexto, a instituição do concubinato divergia de uma coabitação quase conjugal livre, na medida em que era proibido a uma mulher livre envolver-se num concubinato e a instituição era reservada apenas a escravos. Este tipo de concubinato foi praticado em culturas patriarcais ao longo da história. Muitas sociedades libertaram automaticamente a concubina depois que ela teve um filho. De acordo com um estudo, este foi o caso em cerca de um terço das sociedades escravistas, sendo o caso mais proeminente do mundo muçulmano. Entre as sociedades que não exigiam legalmente a alforria de concubinas, isso geralmente era feito de qualquer maneira. Nas sociedades escravistas, a maioria das concubinas eram escravas, mas não todas. A característica do concubinato que o tornava atraente para certos homens era que a concubina dependia do homem - ela poderia ser vendida ou punida conforme a vontade do senhor.  Segundo Orlando Peterson, as escravas tomadas como concubinas teriam um nível de conforto material mais elevado do que as escravas utilizadas na agricultura ou na mineração.